# Пастенеле-Пачити-Спрумаро (Фрозиноне)
Пастенеле-Пачити-Спрумаро је насеље у Италији у округу Фрозиноне, региону Лацио.
Према процени из 2011. у насељу је живело 912 становника. Насеље се налази на надморској висини од 133 м.